# Щуче (Варгашинський район)
Щу́че (рос. Щучье) — присілок у складі Варгашинського району Курганської області, Росія. Входить до складу Варгашинської селищної ради.
Населення — 49 осіб (2010, 104 у 2002).